# Јазбина (Шмарје при Јелшах)
Јазбина (словен. Jazbina) је насељено место у општини Шмарје при Јелшах, Савињска регија, Словенија.

## Историја
До територијалне реорганизације у Словенији била је у саставу старе општине Шмарје при Јелшах.

## Становништво
У попису становништва из 2011. године, Јазбина је имала 36 становника.
| Број становника према пописима | Број становника према пописима | Број становника према пописима |
| ------------------------------ | ------------------------------ | ------------------------------ |
| 1991                           | 2002                           | 2011                           |
| 41                             | 41                             | 36                             |